# Famille Vimal
Pour les articles homonymes, voir Vimal.
La famille Vimal est une famille française originaire d'Auvergne. Deux de ses branches appartiennent à la noblesse française subsistante : Vimal de Saint Pal (olim Vimal de Murs), anoblie par charge de conseiller-secrétaire du roi près la Cour des comptes de Montpellier de 1762 à 1783 et Vimal du Monteil (olim Vimal-Teyras), anoblie par lettres patentes du 16 décembre 1815. Une troisième branche : Vimal du Bouchet est dite de noblesse inachevée (achat le 17 février 1777 d'une charge de secrétaire du roi près le Conseil souverain de Perpignan).
Elle compte notamment des personnalités politiques aux XVIIIe et XIXe siècles, dont quatre députés.

## Histoire
La famille Vimal est anciennement implantée à Ambert et sa région, où ses membres se distinguent au XVIIIe siècle par l'usage de leur nom Vimal accompagné du nom de leur épouse ou du nom de leur terre. Comme accolements matrimoniaux, Billy cite l'exemple de Vimal-Celeyron dont le fils s'appelle Antoine Vimal-Teyras, et le petit-fils Jean-François Vimal-Dupuy.
Les membres et les branches de cette famille se différencient aussi par leur nom de terre, comme Vimal de Murs, Vimal du Clos, Vimal de la Grange, Vimal-Collangette. Le fils de Vimal-Collangette est appelé Vimal du Bouchet après l'achat de la terre de ce nom.
La branche Vimal de Murs (devenue Vimal de Saint Pal) est anoblie par charge en la personne de Michel Vimal, secrétaire du roi auprès de la Chambre des comptes de Languedoc de 1762 à 1783.
La branche Vimal-Teyras (devenue Vimal du Monteil) est anoblie en la personne d'Antoine Vimal-Teyras, anoblie par lettres patentes du 16 décembre 1815,,. Les lettres patentes comportent le règlement d'armoiries « De gueules à une croisette d'argent ; taillé d'argent au cerf au naturel, cantonné et couché sur une terrasse de sable ». 
Une troisième branche Vimal du Bouchet, issue d'André Vimal qui acquit le 17 février 1777 une charge de secrétaire du roi près le Conseil souverain de Perpignan est dite de noblesse inachevée,.

## Personnalités
- Jean-Joseph Vimal-Flouvat (1737-1810), négociant, député aux États généraux de 1789
- Antoine Vimal-Teyras (1756-1845), négociant, député du Puy-de-Dôme sous la Restauration
- Jean-François Vimal-Dupuy (1792-1884), député à la fin de la monarchie de Juillet
- Léon Vimal-Dessaignes (1812-1886), député au début de la Troisième République
- Antoine Vimal du Monteil dit Moka (fin du XXe siècle), musicien
- Thierry Vimal de Murs (1971- ), écrivain

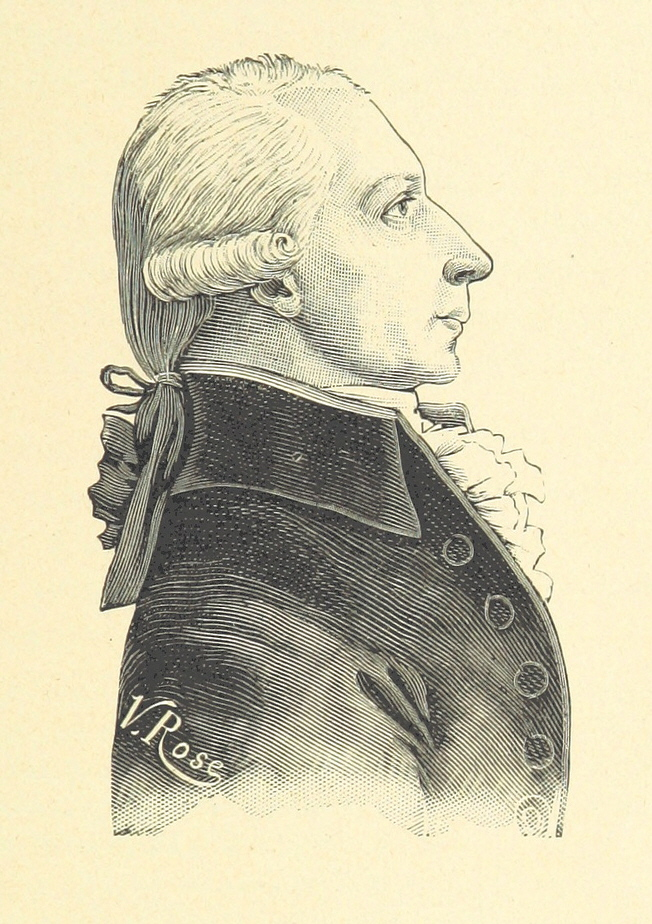
Jean-Joseph Vimal-Flouvat (1737-1810)
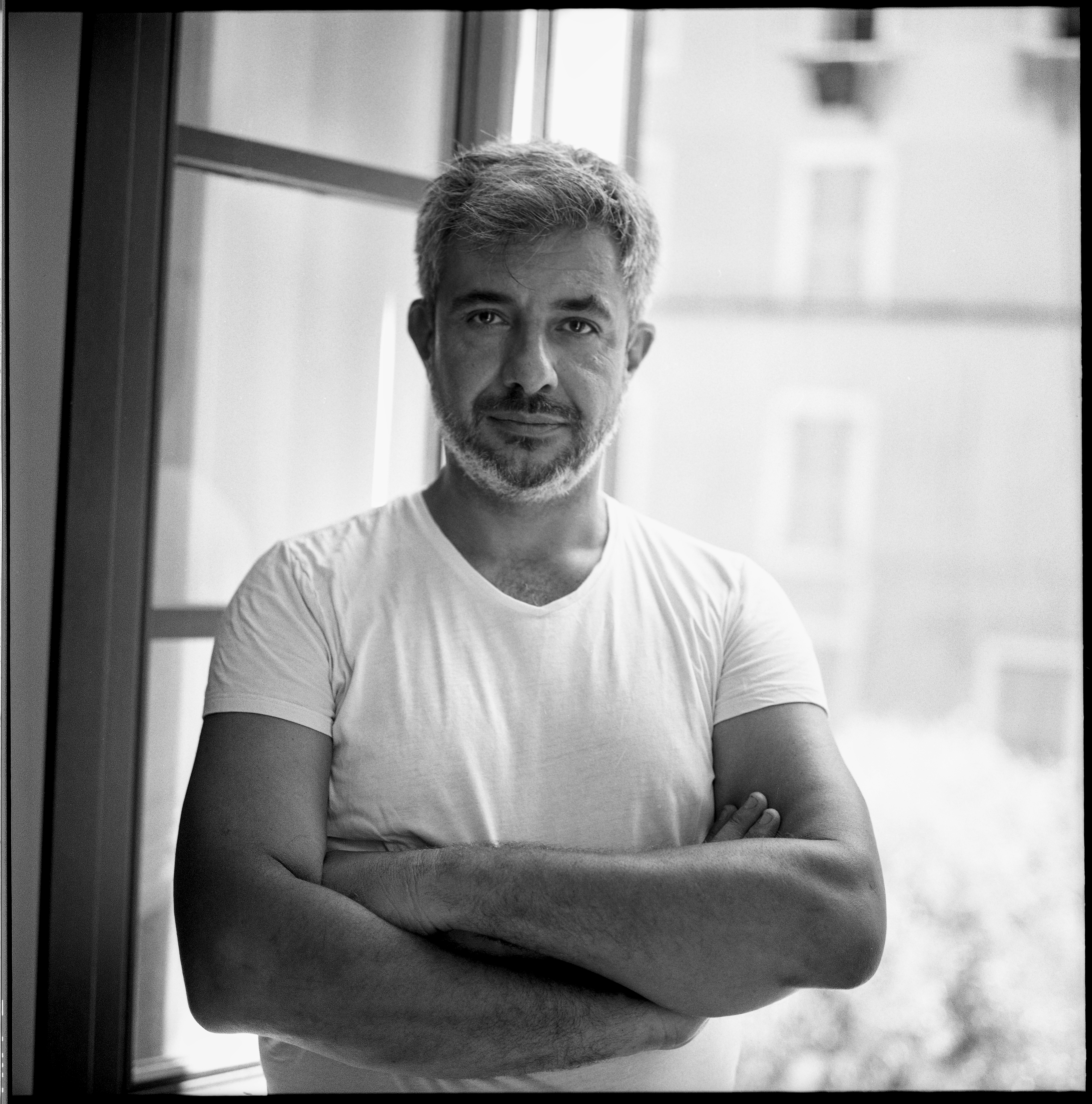
Thierry Vimal

## Filiation
- Berard Vimal de Murs, né en 1694, ép. en 1746 Geneviève Peschier[3],[7]
  - Michel Vimal de Murs, né en 1720, conseiller-secrétaire du roi près la Cour des Comptes de Montpellier en 1762, ép. en 1745 Marie Buisson[3],[7]
    - Bernard Vimal, ép. en 1770 Françoise de Mâcon[7]
      - N. Vimal-Daval[7]

    - Joseph Vimal, officier de cavalerie, chevalier de Saint-Louis[7]
    - Louis Vimal, brigadier des gardes du corps, chevalier de Saint-Louis[7]
    - Jacques Vimal, officier de cavalerie, chevalier de Saint-Louis, ép. N. de Pélacot[7]
      - Joseph Vimal

  - André Vimal du Bouchet, né en 1724, conseiller secrétaire du roi le 17 février 1777, ép. en 1744 Séverine Collangette[3],[7]
  - Jean-Baptiste Vimal dit Vimal-Celeyron, négociant, lieutenant des gabelles, ép. en 1749 Marie-Françoise Celeyron[3]
    - Antoine Vimal dit Vimal-Teyras (1756-1845), député du Puy-de-Dôme en 1815-1816, anobli par lettres patentes du 16 décembre 1815, ép. en 1780 Jeanne Jacqueline Ursule Teyras[3]
      - Jean-Joseph-Henry Vimal dit Vimal-Dumontel, ép. en 1811 Justine Duvernin[8]
        - Charles-Antoine-Victor Vimal-Dumontel (né en 1813), magistrat, ép. en 1844 Emma Vimal du Clos sa cousine[8]
          - Pierre Vimal du Montel, banquier[9]
          - Joseph Vimal du Montel, ép. en 1882 N. Droiteau[9]
          - Gabrielle Vimal du Montel, ép. N. Roux[9]
          - Adrienne Vimal du Montel, ép. Claude Bardin, officier des forêts[9]
          - Julie Vimal du Montel, religieuse[9]

      - Charles Vimal (mort en 1812), officier d'artillerie[3]
      - Jean-François-Hippolyte Vimal dit Vimal-Dupuy, ingénieur des ponts et chaussées, député du Puy-de-Dôme en 1846-1848, ép. en 1817 Fanny Vimal du Clos[3]
        - Valérie Vimal, ép. en 1840 Alfred Bravard de la Boisserie[3]

    - André-François Vimal dit Vimal-Duvernin (1772-1853), sous-commissaire de la marine, sous-préfet, ép. en 1800 Caroline du Vernin[3]
    - Jean-Baptiste Vimal dit Vimal du Clos, conservateur des hypothèques, ép. N. Belin[3]
      - Pierre-Philippe Vimal, receveur de l'enregistrement, ép. en 1819 Julie Vimal du Bos[3]
        - Emma Vimal du Clos, ép. son cousin Victor Vimal[8]

  - Jean-Joseph Vimal (1737-1810), négociant, maire d'Ambert, député aux États généraux de 1789 et à l'Assemblée constituante, ép. N. Flouvat[3]
    - N. Vimal-Madur, maire d'Ambert, conseiller général[10]
    - N. Vimal-Lajarrige, conseiller de préfecture[10]
    - N. Vimal-Montrouge[10]

  - Jacques Vimal, ép. Claudine Martin[3]